# كأس سلوفينيا 2007–08
كأس سلوفينيا 2007–08 هو موسم من كأس سلوفينيا. كان عدد الأندية المشاركة فيه 31، وفاز فيه NK IB 1975 Ljubljana ‏.